# Flammpanzer

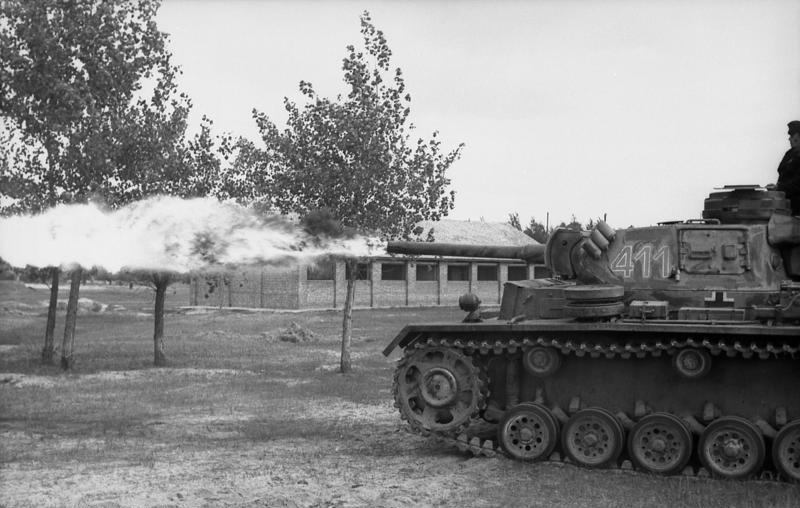
Flammpanzer III an der Ostfront 1943

Flammpanzer M67A2 des USMC in Vietnam

Bei Flammpanzern handelt es sich um Panzer, deren Hauptbewaffnung ein Flammenwerfer ist. In den meisten Fällen handelte es sich dabei um eine Modifikation vorhandener Panzer. Die Hauptaufgabe solcher Panzer war es, Bunker und befestigte Stellungen mit dem Flammenwerfer zu bekämpfen.

## Geschichte

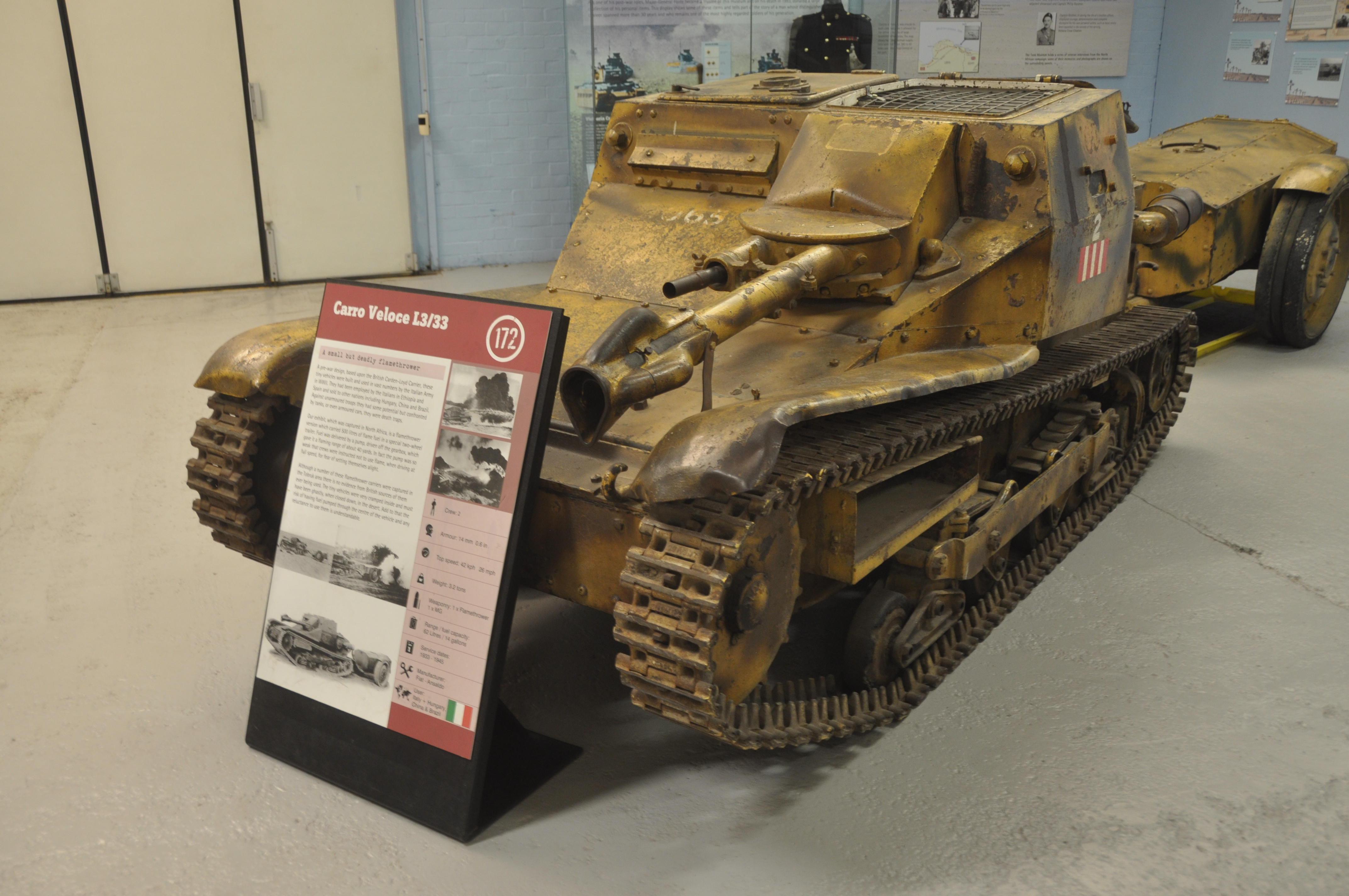
Italienischer Carro Veloce L3/33 mit separatem Anhänger für das Flammöl

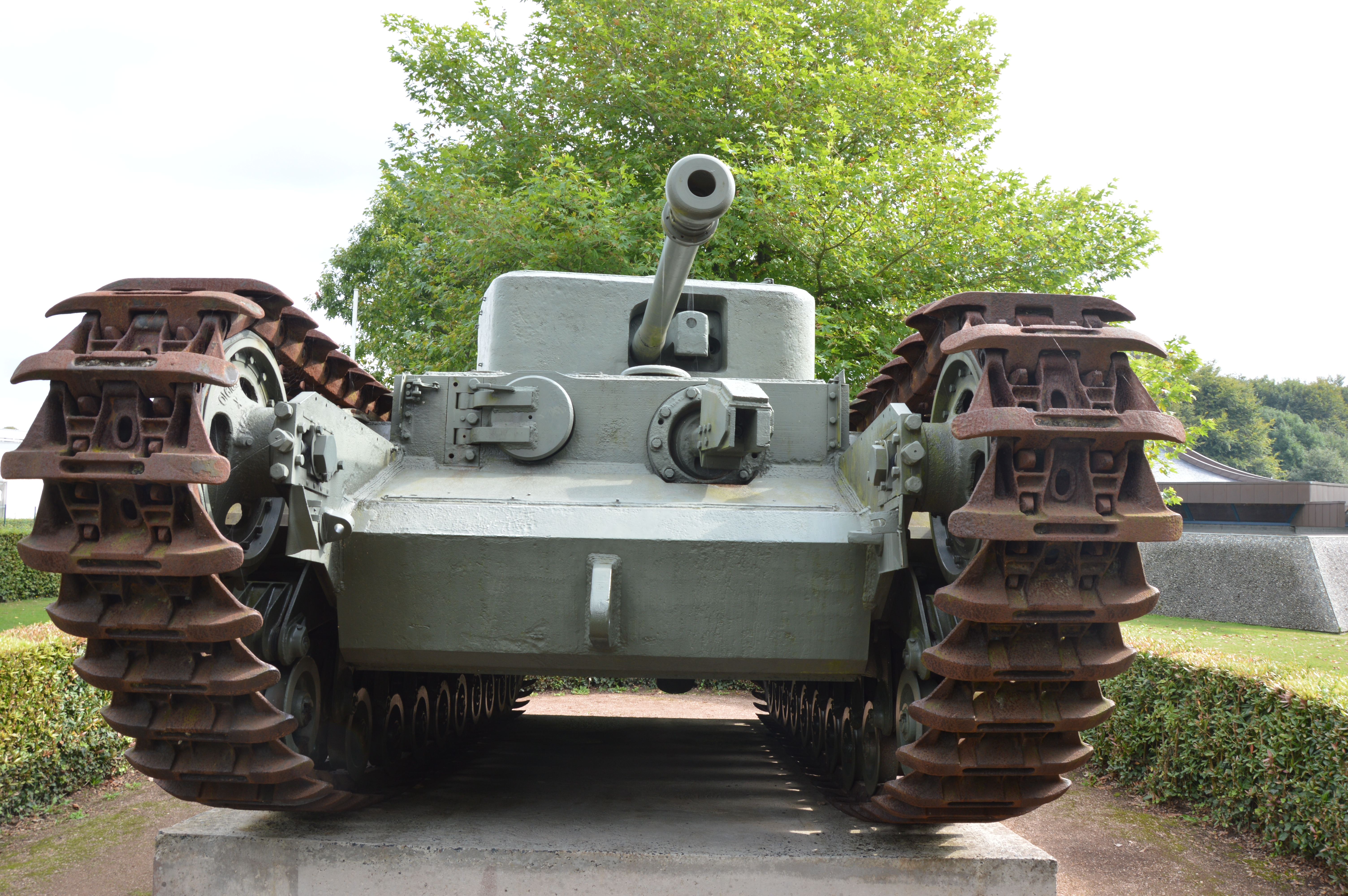
Churchill Crocodile mit einem Flammenwerfer im Bug

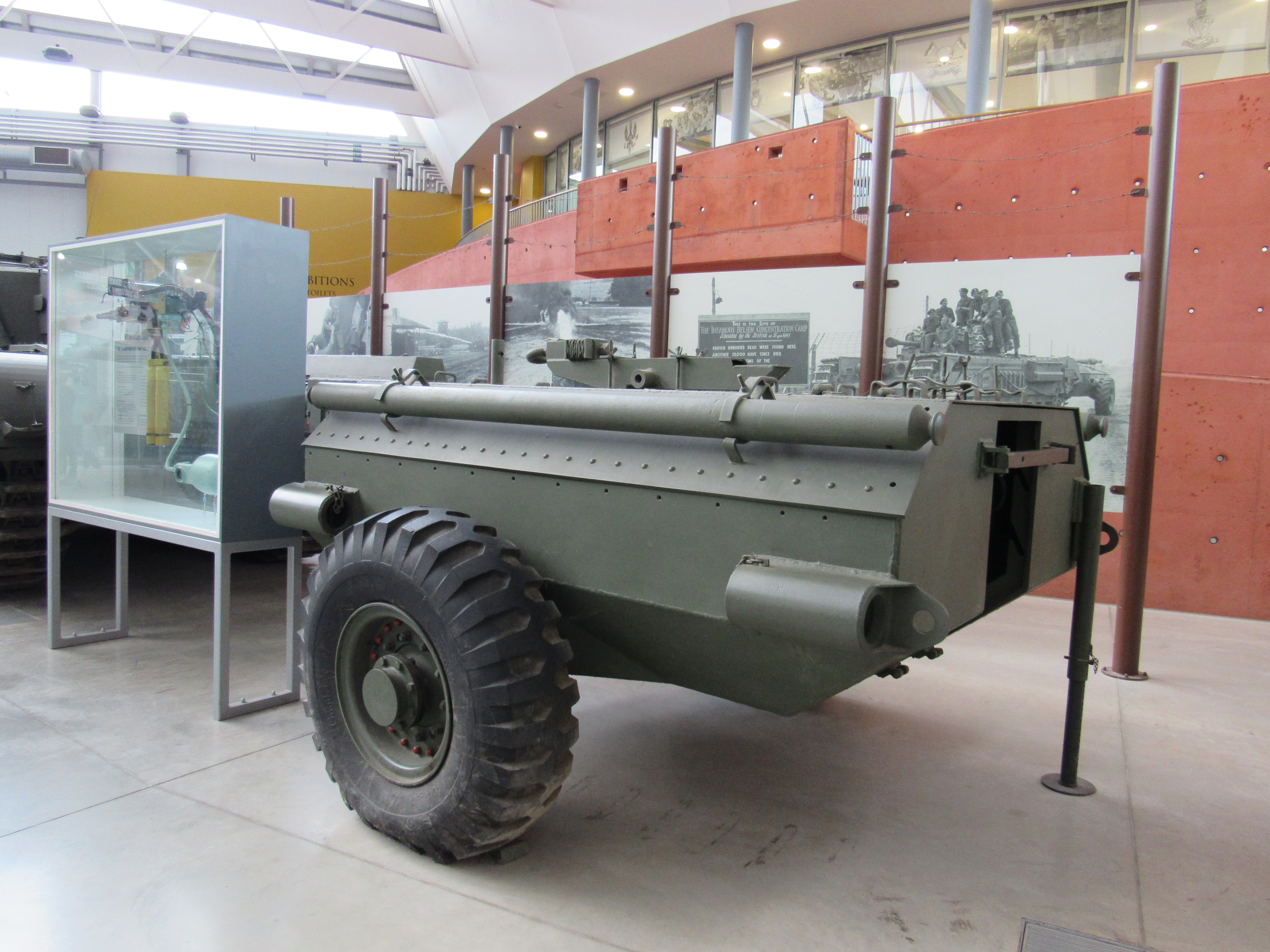
Anhänger eines Churchill Crocodile für das Flammöl

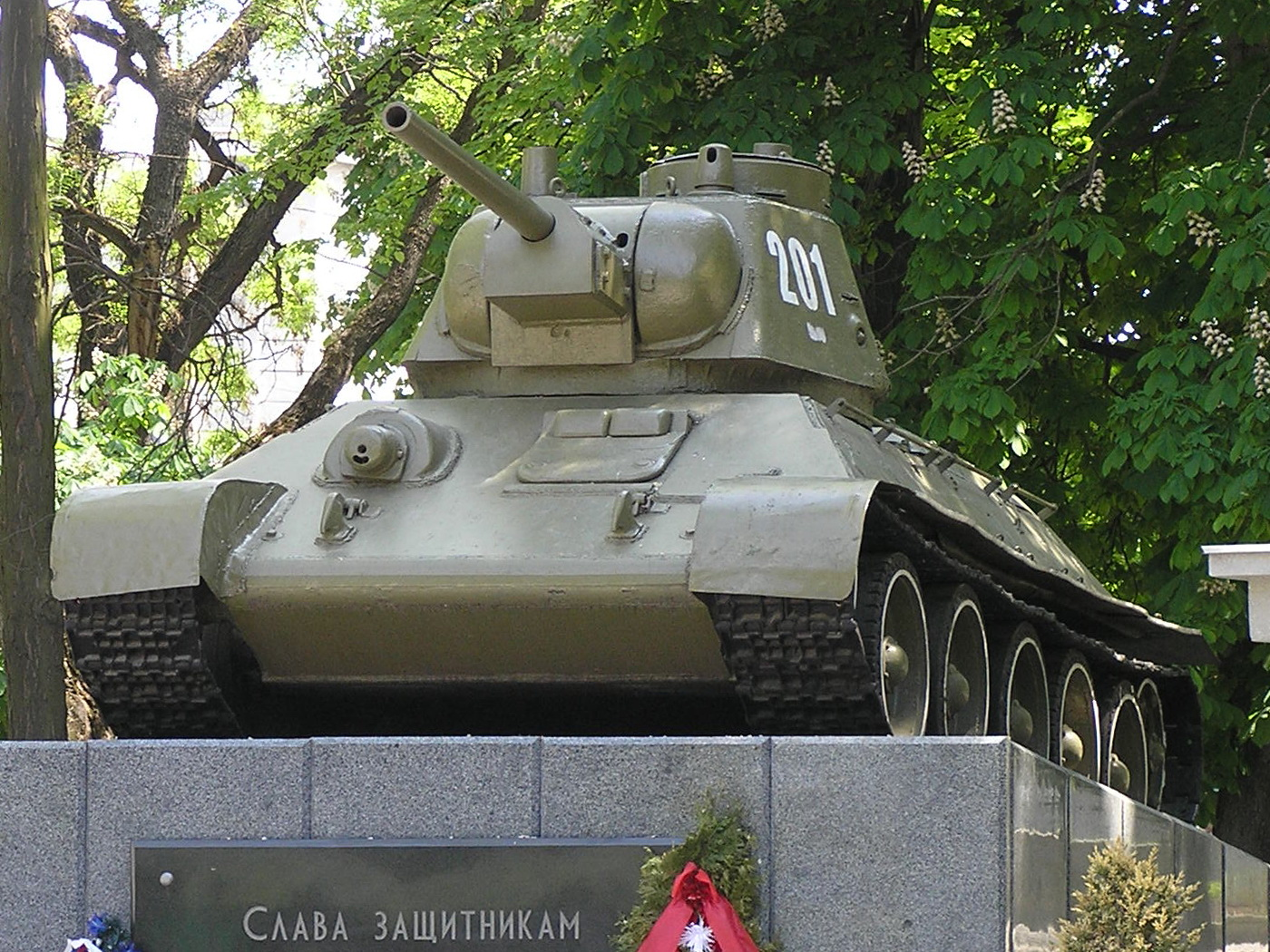
OT-34 auf Basis des T-34/76 mit einem Flammenwerfer im Bug

Zum ersten Mal unter kriegsmäßigen Bedingungen eingesetzt wurden Flammenwerferpanzer im Jahr 1936 durch die Italiener im Abessinienkrieg.
Deutschland entwickelte entsprechende Fahrzeuge spätestens ab 1939, zunächst auf Basis des Panzerkampfwagen II. Hierbei wurde auf den beiden vorderen Kettenabdeckungen jeweils ein Flammenwerfer angeordnet. Das Fahrzeug, das von den Soldaten „Flamingo“ genannt wurde, bewährte sich jedoch nicht.
Nach dem Sieg im Westfeldzug rüstete Deutschland in zwei Losen insgesamt 85 erbeutete französische B1 bis zu Flammpanzern B.2 (Fl) um. Dabei ersetzte der Flammenwerfer das 7,5-cm-Geschütz im Bug; der Drehturm mit der 47-mm-Kanone blieb erhalten.
Der deutsche Flammpanzer III basierte auf dem Panzerkampfwagen III. Dabei wurde die Kanone entfernt und anstelle der Munitionsbevorratung ein 1000-l-Flammöltank eingebaut. Damit war der Flammpanzer in der Lage, 70 bis 80 Feuerstöße von zwei bis drei Sekunden Dauer über eine Reichweite von 35 Metern abzugeben.  Trotz hoher Verluste wurde der Einsatz des Flammpanzers III in der NS-Propaganda als hocheffektiv dargestellt. 

„Im Kampf gegen eine stark befestigte Häusergruppe Stalingrads, von dessen 24 Stadtbezirken 22 in deutscher Hand sind, erzielte eine weitere Waffe, und zwar unser Flammwerferpanzer, vernichtende Wirkung. Diese Waffe hat einen Stahlrohrkopf, der nach allen Seiten schwenkbar ist und seine Flammen über die höchsten fünf- und mehrstöckigen Gebäude hinwegschleudern kann. Die eigene schwere Bewaffnung schützt den Flammenwerferpanzer vor feindlichen Überfällen. Durch Nebelgeschosse, die aus dem Inneren des Panzers abgeschossen werden, kann er sich in Sekundenschnelle der Sicht entziehen. Nach einem kurzen Angriff dieser Flammenwerferpanzer auf einen großen Gebäudekomplex der Bolschewisten stand das ganze seit Tagen zäh verteidigte Festungswerk mit allen feindlichen Waffen und der Besatzung in hellen Flammen.“

Daneben verwendete die Wehrmacht in geringen Stückzahlen auch Flammpanzer, die aus anderen Fahrzeugen umgebaut worden waren, wie etwa dem Sturmgeschütz III, dem Jagdpanzer 38 oder dem Halbketten-Schützenpanzerwagen Sd.Kfz. 251.
Nach dem Fehlschlag bei der Operation Jubilee ging man auf alliierter Seite dazu über, die Standardpanzer M4 Sherman und Churchill zu Flammenwerferpanzern umzurüsten. Die eigens dafür erstellte Einsatzdoktrin sah vor, dass diese Flammpanzer zusammen mit der sie sichernden Infanterie vorrücken sollten, während der Feind unter schwerem Artilleriefeuer gehalten wurde. Nach der Niederkämpfung gegnerischer Feldbefestigungen oder Bunker rückte die Infanterie vor und säuberte die Stellung von etwaigen verbliebenen Verteidigern. Danach sollte sich der Angriff in der beschriebenen Art wiederholen, bis der entscheidende Durchbruch erfolgt war. Flammpanzer wurden im Pazifikraum und bei der Landung in der Normandie eingesetzt.
Die Briten verwendeten nur eine geringe Anzahl ihrer schweren Infanteriepanzer Churchill mit einem Flammenwerfer anstelle der Kanone. Dagegen produzierten sie etwa 800 Rüstsätze, mit denen ein Churchill in die Variante Churchill Crododile umgebaut werden konnte. Dabei blieb die Kanone erhalten; stattdessen wurde das Bug-MG durch einen Flammenwerfer ersetzt. Das Flammöl wurde in einem speziellen gepanzerten Anhänger mitgeführt, der im Notfall vom Innern des Panzers aus abgekoppelt werden konnte.
Auch die Rote Armee verwendete zahlreiche Flammpanzer. Allein auf der Basis des T-26 entstanden vier Varianten. Auf der Basis des schweren Panzers KW-1 entstand der KW-8. Dieser hatte eine kombinierte Bewaffnung aus einem Flammenwerfer und einer 45-mm-Kanone. Zur Tarnung wurde ein Blechmantel eingebaut, um den Eindruck einer standardmäßigen 76,2-mm-Kanone zu erwecken. Von diesem Fahrzeug wurden 1942/43 insgesamt 137 Stück gebaut. Vom OT-34, der auf dem bekannten T-34 basierte, entstanden insgesamt 1501 Stück, davon 1170 auf Basis des T-34/76 und 331 auf Basis des T-34/85. Der Flammenwerfer saß hier im Rumpfbug, so dass die Hauptbewaffnung erhalten blieb.
Nach dem Zweiten Weltkrieg wurden Flammpanzer im Indochinakrieg und von den amerikanischen Streitkräften im Koreakrieg und im Vietnamkrieg eingesetzt. Auch hier handelte es sich nicht um Neukonstruktionen, sondern lediglich um Improvisationen auf bereits existierenden Panzerfahrgestellen. Zwar war der Einsatz der Flammpanzer gegen leicht bewaffnete Guerilla-Truppen sehr effektiv und diese konnten unter Umständen auch ganze Waldstücke vernichten, jedoch stellte sich mit der Zeit heraus, dass die Panzer gegen einzeln eingesetzte, gut getarnte und mit tragbaren Panzerabwehrwaffen (Panzerabwehrhandwaffen) ausgerüstete Soldaten stark anfällig waren. Unter anderem aus diesem Grund werden Flammpanzer in der modernen Kriegsführung nicht mehr verwendet.